# آلودگی آب در منطقه کانتربری

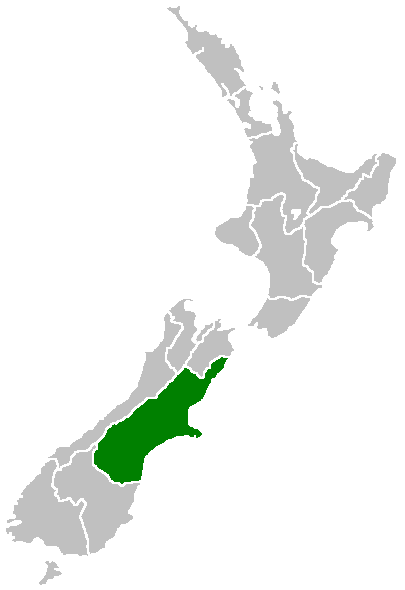
منطقه کانتربری در جزیره جنوبی نیوزیلند قرار دارد.

آلودگی آب در کانتربری، نیوزیلند، به یک مسائل زیست‌محیطی تبدیل شده است که عمدتاً به دلیل آلودگی ناشی از منابع کشاورزی و همچنین منابع صنعتی و شهری است.
منابع آب تحت صلاحیت اداره محیط زیست کانتربری طبق قانون مدیریت منابع (RMA) قرار دارند؛ برداشت و استفاده از آب برای اهداف آبیاری نیاز به رضایت منبع دارد.
آب شهری کرایست‌چرچ از سفره‌های آب زیرزمینی زیر شهر تأمین می‌شود.

## پیشینه
به دلیل اثر سایه باران کوه‌های آلپ جنوبی، میزان بارندگی در کانتربری کمتر از بسیاری از مناطق دیگر کشور و بین ۵۰۰ تا ۷۰۰ است. میلی‌متر در سال. آب حاصل از ذوب برف و یخ و همچنین آب ناشی از بارندگی، به رودخانه‌های عمدتاً بافته شده در دشت‌های کانتربری سرازیر می‌شود. رودخانه‌ها سفره‌های آب زیرزمینی زیر دشت‌ها را تغذیه می‌کنند.
منطقه کانتربری به‌طور سنتی کشاورزی و دامداری بود، اما تعداد زیادی از صنایع لبنی در این منطقه تغییر کاربری داده شده‌اند. در سال‌های اخیر ، دامداری در سراسر جزیره جنوبی گسترش چشمگیری داشته است. دامداری نیاز به استفاده شدید از آب دارد و تقاضای زیادی را برای منابع آب در منطقه کانتربری ایجاد می‌کند.

## مسائل

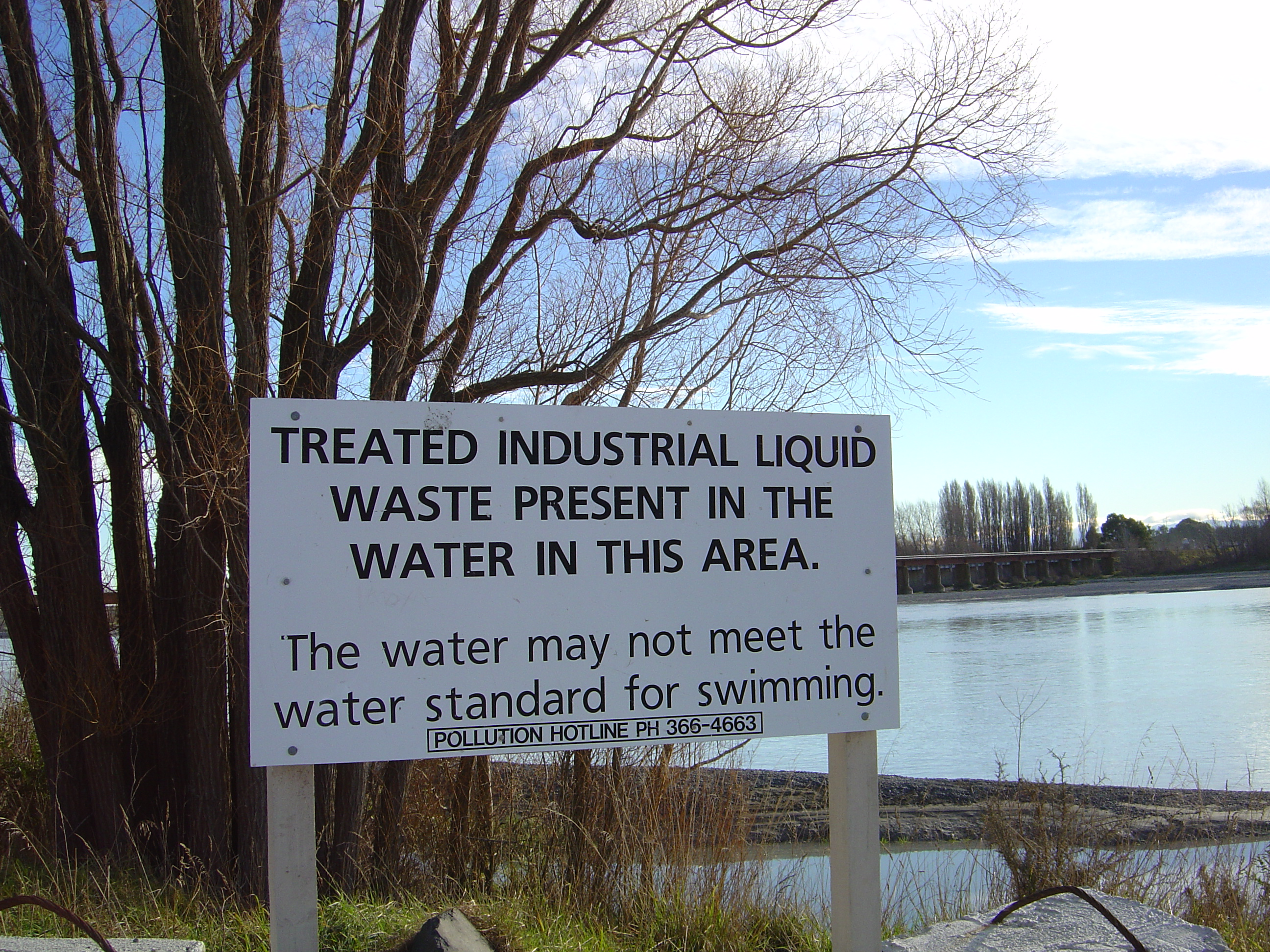
تابلوی آلودگی آب در رودخانه وایماکاریری در سال ۲۰۰۴.

رودخانه‌ها و آب‌های زیرزمینی با نیترات و باکتری ای‌کولای آلوده می‌شوند. بر اساس داده‌های سال ۲۰۱۷ سازمان محیط زیست کانتربری، غلظت نیترات در آب‌های زیرزمینی در حدود ۷ درصد از چاه‌های تحت نظارت، بالاتر از استانداردهای آب آشامیدنی است. طبق گزارش پیشرفت سال ۲۰۱۷ سازمان محیط زیست کانتربری در مورد استراتژی مدیریت آب کانتربری، ۷۱٪ از ۲۲۴ چاه نمونه‌برداری شده در سال ۲۰۱۵ هیچ روند افزایشی یا کاهشی در میزان نیترات نشان ندادند، ۲۵٪ از چاه‌ها روند افزایشی نیترات و ۴٪ روند کاهشی نیترات را نشان دادند.
طبق اعلام وزارت محیط زیست، ۷۷ درصد از رودخانه‌ها و دریاچه‌های کانتربری برای شنا عالی یا مناسب و ۴ درصد ضعیف ارزیابی شده‌اند.
مواد مغذی معدنی، که نشانه‌ای از کیفیت آب هستند، کم در نظر گرفته می‌شوند اما با نزدیک شدن به ساحل افزایش می‌یابند. در سال‌های ۲۰۰۰–۲۰۰۱، ۲۸٪ از مکان‌های آزمایش‌شده به دلیل وجود آلاینده‌های آلی در وضعیت «هشدار» طبقه‌بندی شدند.
آلودگی آب دو رودخانه آون/اوتاکارو و اوپاواهو/هیتکوت که از شهر کرایست‌چرچ می‌گذرد، نگران‌کننده است. فاضلاب تصفیه نشده می‌تواند در مواقع بارندگی زیاد به رودخانه‌ها سرازیر شود. مصب رودخانه‌ای که دو رودخانه در آن تخلیه می‌شدند، آب تصفیه‌شده‌ای از تصفیه‌خانه فاضلاب که فاضلاب شهر را تصفیه می‌کرد، دریافت می‌کرد. با این حال، یک خط لوله برای تخلیه آب به خلیج پگاسوس ساخته شد. این سامانه در سال ۲۰۱۰ عملیاتی شد.
طرح آب دشت‌های مرکزی، طرحی در مقیاس بزرگ برای انحراف آب، سدسازی، شبکه‌سازی و آبیاری در منطقه‌ای به مساحت ۶۰٬۰۰۰ هکتار است.
تعداد زیادی از درخواست‌های رضایت منابع برای دامداری‌های متراکم در حوزه مکنزی با مخالفت مواجه شد که بخشی از آن به دلیل اثرات بالقوه بر کیفیت آب بود. نیک اسمیت، وزیر محیط زیست، تحت قانون منابع طبیعی (RMA) خواستار اخذ مجوزهای لازم برای منابع شد.
از اکتبر ۲۰۰۴، شرکت Cheviot از سال ۲۰۱۰ اخطار جوشاندن آب داشته است.

## کاهش خطر
توافق‌نامهٔ لبنیات و جریان‌های پاک توسط فونترا و تعدادی از سازمان‌های دولتی به عنوان وسیله‌ای برای کاهش آلودگی منابع غیرنقطه‌ای تنظیم شد. این توافق به دلیل عدم دستیابی به اهدافش مورد انتقاد قرار گرفته است.
در سال‌های اخیر، اداره محیط زیست کانتربری الزامات زیست‌محیطی سختگیرانه‌تری را برای مزارع وضع کرده است، به طوری که اکنون اکثر مزارع ملزم به داشتن طرح‌های محیط زیست مزرعه هستند و بسیاری از مزارع محدودیت‌های تخلیه مواد مغذی برای تلفات نیتروژن دارند. طرح‌های محیط زیستی مزارع، مزارع را ملزم به برنامه‌ریزی و نشان دادن مدیریت فعال شیوه‌های زیست‌محیطی مانند کاربرد مواد مغذی، خطر فرسایش، آبیاری، پساب‌های لبنی و حفاظت از آبراه‌ها (از طریق حصارکشی آبراه‌ها در مناطق با تراکم بالای دام و کاشت گیاهان در حاشیه رودخانه) می‌کند.
ارزیابی‌های اخیر از کیفیت آب در کانتربری نشان داده است که معرفی این الزامات جدید به بهبود کیفیت آب کمک می‌کند. نیتروژن، فسفر، رسوب و ای‌کولای، همگی در مکان‌های تحت نظارت بیشتر، در حال بهبود هستند تا بدتر شدن. کدورت تنها معیاری است که نشان می‌دهد تعداد بیشتری از سایت‌ها بدتر شده‌اند.

## پیگردهای قانونی
در سال‌های اخیر، پیگردهای قانونی به دلیل ایجاد آلودگی آب انجام شده است:
- ۲۰۰۹ - فیلیپ کوری پس از اعتراف به جرم تخلیه پساب به زمینی که ممکن است منجر به ورود آلاینده‌ها به جریان خلیج بری در نزدیکی آن شده باشد، به پرداخت ۵۰۰۰ دلار جریمه محکوم شد.[۱۱]
- ۲۰۰۹ - پس از اعتراف به دو اتهام تخلیه پساب از یک دستگاه آبیاری که منجر به تشکیل برکه و اتهام دوم تخلیه پساب که ممکن است منجر به آلودگی آب شده باشد، ۱۰٬۰۰۰ دلار جریمه شد.[۱۲]
- ۲۰۱۰ - پس از آنکه مزارع بروک و مزارع موسبرو در اشبرتون موافقت کردند که اثرات تخلیه پساب را کاهش دهند، پیگرد قانونی علیه آنها لغو شد.[۱۳]
- در سال ۲۰۱۲، شرکت دامداری شیری اسپرینگستون، به نام وایت گلد لیمیتد، پس از تخلیه غیرقانونی ۴۵۰۰۰ لیتر پساب لبنی رقیق‌شده طی یک دوره سه روزه در سال ۲۰۱۰، به مبلغ بی‌سابقه ۹۰۰۰۰ دلار جریمه شد. مردم گزارش دادند که پساب لبنیات به آبراه‌هایی می‌ریزد که به دریاچه السمیر / ته وایهورا می‌ریزند.[۱۴]

## برای مطالعهٔ بیشتر
- Lennox, James A; Andrew, Robbie (n.d.). "Reforming water use rights in Canterbury: a shared responsibilities perspective" (PDF). International Input-Output Association.